# 기광호
기광호(1957년 ~ )는 조선민주주의인민공화국의 정치인이다. 전 조선로동당 중앙위원회 후보위원 겸 내각 재정상이다. 조선빙상피겨협회 위원장이다.

## 경력
내각 재정성 대외재정국 국장을 거쳐 2011년 5월부터 2015년 2월까지 재정성 부상을 역임했다. 2015년 2월 최광진 후임으로 재정상에 임명되었다. 2016년 5월, 조선로동당 제7차 대회에서 조선로동당 중앙위원회 후보위원으로 선출되었다.

## 최고인민회의 대의원
2019년 3월 최고인민회의 제409호 평산선거구 제14기 대의원으로 선출되었다.